# Elsi Rydsjö
Elsi Rydsjö, folkbokförd Elsie Elisabeth Rydsjö, under en tid Rydsjö Cranged, född 17 augusti 1920 i Bosarps församling i Malmöhus län, död 8 januari 2015 i Simrishamn, var en svensk författare av framför allt historiska romaner med kvinnor som huvudpersoner.

## Biografi
Elsi Rydsjös föräldrar var den skånske bygdemålspoeten Daniel Rydsjö och Signe Serner, morbror var författaren Gunnar Serner (Frank Heller) och brodern Lennart Rydsjö var folkskollärare och författare av historiska ungdomsböcker. 
Efter studentexamen i Lund 1959 blev hon samma år journalist vid AB Allhems tidskriftsförlag i Malmö varpå hon 1965 övergick till Åhlén & Åkerlund. Hon var även medarbetare i veckopressen.
Rydsjö debuterade med den första av sex flickböcker vid 20 års ålder. Hon är mest känd för Stensvikstrilogin, som utkom i slutet av 1970-talet.
Vid 63 års ålder flyttade hon till Irland av skatteskäl. Sju år senare flyttade hon dock tillbaka till Skåne och bosatte sig i Simrishamn.

## Familj
Åren 1938–1962 var hon gift med professor Kåre Fröier (1912–1993), med vilken hon fick barnen Gertrud (1940-2023), Erik (född 1943) och Ann (född 1947)., och åren 1972–1975 med Karl Magnus Cranged (1915–1980).
Elsi Rydsjö är begravd på Norra kyrkogården i Lund.

### Fotnoter
1. ↑  Sveriges befolkning 1990, CD-ROM, Version 1.00, Riksarkivet (2011).
2. 1 2  RYDSJÖ, ELSI E, redaktör, Lund i Vem är Vem? / Skåne, Halland, Blekinge 1966 / s 719.
3. ↑  ”Elsi Rydsjö”. Albert Bonniers förlag. http://www.albertbonniersforlag.se/Forfattare/R/Elsi-Rydsjo/. Läst 2 december 2013.
4. ↑  http://www.fokus.se/2015/03/elsi-rydsjo/
5. ↑   Sveriges dödbok 1901-2013 Swedish death index 1901-2013 (Version 6.0). Solna: Sveriges släktforskarförbund. 2014. Libris 17007456. ISBN 9789187676642
6. ↑  SvenskaGravar